# Diosdado Macapagal

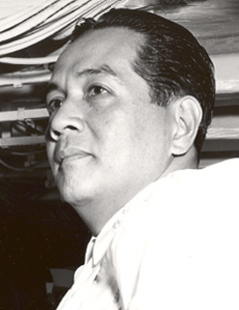
Diosdado Macapagal, 1962

Diosdado Pangan Macapagal (* 28. September 1910 in Lubao; † 21. April 1997 in Makati City) war ein philippinischer Politiker und neunter Präsident der Philippinen. Er ist der Vater der Präsidentin Gloria Macapagal-Arroyo.

## Abgeordneter und Vizepräsident
Nach einem Studium der Rechtswissenschaft und dem Erwerb eines Bachelor of Laws 1935 diente er unter anderem Präsident Manuel Quezon als Rechtsberater sowie später als Zweiter Sekretär an der philippinischen Botschaft in Washington, D.C.
Er war von 1949 bis 1956 für seine nördlich von Manila gelegene Heimatprovinz Pampanga Abgeordneter im Repräsentantenhaus und vertrat dort die Interessen der Liberalen Partei. Während dieser Zeit war er zugleich dreimal Vertreter bei der UN-Generalversammlung. 1957 kandidierte Macapagal erfolgreich zum Vizepräsidenten und war somit zweiter Mann im Staat hinter dem damaligen Präsidenten Carlos P. Garcia, der der „Nacionalista Party“ angehörte. Daneben war er zwischen 1957 und 1961 Vorsitzender der traditionsreichen Liberal Party.

## Präsident der Republik der Philippinen 1961 bis 1965
Bei den Wahlen vom November 1961 kandidierte er für das Amt des Präsidenten und schmiedete zu diesem Zweck ein Wahlbündnis der Liberalen Partei mit den progressiven Parteien. Während des Wahlkampfs forderte er insbesondere ein hartes Vorgehen gegen die Korruption als wichtigstes Ziel. Bei der Wahl schlug er dann den Amtsinhaber und Präsidenten Garcia mit einem großen Stimmenvorsprung.
Er förderte eine Stärkung der Wirtschaft, führte den Peso in den freien Währungsaustausch, in dem er ihn vom US-Dollar abkoppelte, ermutigte zu Exporten und versuchte die Steuerhinterziehung besonders der reichsten Familien einzudämmen. Die von ihm initiierten Landreformen blieben jedoch weitgehend unbedeutend. Seine Reformansätze wurden jedoch durch den von der „Nacionalista-Partei“ beherrschten Senat und das Repräsentantenhaus beschnitten.
Zudem ließ er das Datum der Unabhängigkeit vom 4. Juli (1946), der Erklärung der philippinischen Unabhängigkeit durch die USA, in den 12. Juni (1898), der Erklärung der Unabhängigkeit von der spanischen Kolonialmacht durch die Revolutionsarmee, ändern. 1965 unterlag Macapagal, der sich selbst als Präsident der „Armen“ bezeichnete, bei der Präsidentschaftswahl dem Kandidaten der „Nacionalista-Partei“ Ferdinand Marcos.

## Politisches Wirken in der Marcos-Ära

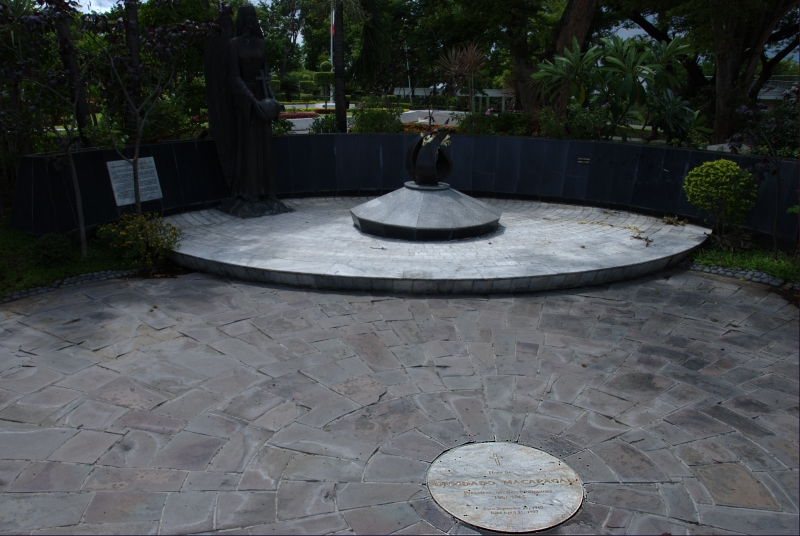
Grab von Diosdado Macapagal und seiner zweiten Frau Eva Macaraeg Macapagal

1972 war Macapagal Vorsitzender der Versammlung, die die Verfassung von 1973 entwarf. Allerdings stellte er 1981 die Gültigkeit der Unterzeichnung dieser Verfassung in Frage. 1979 organisierte er die „Nationale Union für Befreiung“ (NUL) als Oppositionspartei zum Marcos-Regime.
Unter der Präsidentschaft seiner Tochter Gloria Macapagal Arroyo wurde eine 200-Peso-Banknote mit seinem Porträt herausgegeben.